# 그레이디 스타일스
그레이디 프랭클린 스타일스 주니어(Grady Franklin Stiles Jr., 1937년 6월 26일 ~ 1992년 11월 29일)는 미국의 기형쇼 공연가이자 살인자이다. 그의 변형은 유전적 질환인 합지증으로, 손가락과 발가락이 합쳐져 갈고리 모양의 사지를 형성한다. 이로 인해 스타일스는 "랍스터 보이"라는 예명으로 공연했다.

## 가족사
그레이디의 아버지에 따르면, 스타일스 가족은 1840년으로 거슬러 올라가는 긴 합지증 역사를 가지고 있었다. 그레이디 스타일스 주니어는 그레이디 F. 스타일스 시니어와 그의 아내 에드나의 넷째 아이였다. 자신의 변형을 이용한 그레이디 스타일스 시니어는 이동식 유원지의 사이드쇼 명물이었다. 그레이디 주니어가 태어난 후 그는 7세에 아버지의 사이드쇼 공연에 합류했다. 스타일스는 두 번 결혼하여 네 명의 자녀를 두었으며, 그중 두 명도 합지증을 가지고 있었다. 스타일스와 그의 두 자녀는 랍스터 가족으로 함께 순회공연을 했다. 유원지 순회공연을 하지 않을 때는 스타일스 가족은 플로리다주 깁슨턴에 살았는데,:148 그곳은 많은 다른 유원지 공연가들이 겨울 동안 살았던 곳이었다.
스타일스는 알코올 중독자였고 가족을 학대했다.:149 합지증 때문에 그는 걸을 수 없었다. 때로는 휠체어를 사용했지만, 주로 손과 팔을 사용하여 움직였다. 그는 상당한 상체 힘을 길렀는데, 이것이 그의 나쁜 성질과 알코올 중독과 결합되어 다른 사람들에게 위험하게 만들었다. 그레이디의 첫 아내 메리 테레사는 그를 떠나 "세계에서 가장 작은 남자"로 알려진 해리 글렌 뉴먼이라는 작은 사람과 결혼했다.:149

## 살인 및 유죄 판결
1978년 9월 28일 펜실베이니아주 피츠버그에서 스타일스는 자신의 큰딸의 약혼자를 결혼식 전날 밤에 총으로 쏴 죽였는데, 스타일스가 그를 마음에 들어하지 않았기 때문이었다.:149 그는 재판에 회부되었고, 그곳에서 그는 남자를 죽인 것을 공개적으로 자백했으며 3급 살인 혐의로 유죄 판결을 받았다. 합지증 환자를 돌볼 수 있는 주립 시설이 없었기 때문에 그는 감옥에 가지 않았다. 스타일스는 대신 가택 연금과 15년의 보호관찰을 선고받았다.

## 말년과 죽음
스타일스는 그 후 술을 끊었고, 이 기간 동안 첫 아내 메리 테레사와 재혼했다. 그러나 그는 곧 다시 술을 마시기 시작했고 그의 가족은 그가 훨씬 더 학대적으로 변했다고 주장했다.
1992년, 테레사는 이전 결혼에서 얻은 아들 해리 글렌 뉴먼 주니어와 함께 크리스 와이언트라는 17세의 사이드쇼 공연가를 고용하여 1,500달러(2022년 기준 $2,766에 해당)에 스타일스를 살해하도록 했다. 스타일스가 비디오 《Monkey Boy》를 보며 소파에서 담배를 피우고 있을 때, 와이언트는 반자동 권총을 들고 그의 집에 들어와 그의 머리에 두 발을 쏴 죽였다. 스타일스는 그의 지역 사회에서 널리 미움을 받았다고 알려져 있으며, 그의 장례식에는 10명만이 참석했고, 그의 관을 운반할 운구인으로 자원한 사람은 아무도 없었다고 한다.
스타일스의 아들 그레이디 스타일스 3세는 메리 테레사가 그를 살해하도록 했다는 주장에 이의를 제기한다. 그에 따르면, 그의 어머니 메리 테레사와 아버지가 말다툼을 하고 있었다. 메리 테레사는 '무언가 조치가 필요하다'고 말했다. 테레사의 아들이 이를 엿듣고 이웃에게 가서 그 말을 반복했다. 메리 테레사는 과실치사 혐의로 유죄 판결을 받았고, 해리 뉴먼 주니어는 1급 살인 혐의로 유죄 판결을 받아 종신형을 선고받았으며, 와이언트는 2급 살인 혐의로 유죄 판결을 받아 27년형을 선고받았다.:150

## 대중 매체 및 문화
프레드 로젠은 이 사건에 대해 《Lobster Boy: The Bizarre Life and Brutal Death of Grady Stiles Jr.》라는 책을 썼고, E!는 이 사건을 바탕으로 "The Murder of Lobster Boy"라는 제목의 트루 할리우드 스토리 에피소드를 제작했다. A&E 네트워크는 또한 이 사건을 바탕으로 "Gibsonton: The Last Side Show"라는 제목의 City Confidential 에피소드를 제작했다.
스타일스의 모습은 실버체어의 프릭 쇼 앨범 표지에 등장한다.
그레이디와 같은 "랍스터 보이"라는 이름의 인물이 데드풀 만화에 등장한다. 데드풀은 그를 암살하기 위해 고용되었지만, 그가 타락 천사인 자판에 빙의되어 영혼을 소유하기 시작한다는 것을 알아내고 실패한다. 그는 나중에 두 고스트 라이더에게 구출되었지만, 결국 다른 괴짜들에게 잔인하게 대했기 때문에 데드풀에게 다시 머리에 총을 맞는다.
HBO의 카니발에서는 대공황 시기 이동식 유원지를 배경으로 하는 중심 인물인 벤 호킨스가 "론니건, 텍사스" 에피소드에서 고용주에 의해 근처 마을의 "전갈 소년"에 대한 소문을 조사하도록 보내진다.
IDW 퍼블리싱에서 출판한 그래픽 노블인 《American Freakshow: The Terrible Tale of Sloth Boy》는 갈고리 손을 가진 유원지 사이드쇼 공연가인 단테 브라우닝의 이야기를 다룬다. 그는 가족에게 가한 학대와 잔인함 때문에 플로리다주 깁슨턴에 있는 자신의 집에서 아내와 의붓아들이 고용한 암살자에 의해 총에 맞아 죽는다.
아메리칸 호러 스토리: 프릭 쇼에는 랍스터 보이 캐릭터가 등장한다. 또한 오프닝 크레딧에는 스타일스의 모습을 닮은 작은 동상이 포함되어 있다. 또한, 스타일스의 스냅샷이 세 번째 에피소드("에드워드 모드레이크, 파트 I")에서 아메리칸 모비디티 박물관에 잠시 나타난다.
존 스트롬은 그레이디 스타일스에게 영감을 받아 "Ballad of Lobster Boy"를 작곡하고 1999년 앨범 Vestavia에 이 곡을 녹음했다.
톰 로빈스 작가는 자신의 회고록 《티베트 피치 파이》에서 스타일스의 삶과 죽음을 언급한다.
미국 역사 코미디 팟캐스트인 The Dollop은 2014년에 그레이디 스타일스에 대한 에피소드를 다루었다.
Discovery Plus 앱의 TV 쇼 Killer Carnies 시즌 1 에피소드 1인 The Sideshow Murders는 그레이디 스타일스 주니어, 일명 랍스터 보이의 살인 사건을 다룬다.